# Clypeastericola
Clypeastericola is een geslacht van weekdieren uit de klasse van de Gastropoda (slakken).

## Soorten
- Clypeastericola clypeastericola (Habe, 1976)
- Clypeastericola natalensis Warén, 1994